# Zdziarska Przełęcz
Zdziarska Przełęcz (słow. Pod Príslopom) – przełęcz oddzielająca Tatry (a dokładniej Długi Wierch, ok. 1128 m w Tatrach Bielskich) od Magury Spiskiej (a dokładniej szczytu Przysłop, 1214 m). Władysław Cywiński podaje jej wysokość 1077, mapa Polkartu 1081 m. Zachodnie, porośnięte lasem stoki przełęczy opadają do Doliny Goliasowskiej, spod przełęczy spływa nimi Goliasowski Potok (dopływ Jaworowego Potoku), ze stoków wschodnich, opadających do Doliny Średnicy spływa potok Średnica (dopływ Bielskiego Potoku).
Dawniej nazywana była również Żarską Przełęczą (słow. Ždiarskie sedlo, Pod Príslopom, Príslopské sedlo, niem. Ždjarer Pass, Prisloppass, dawniej Tsarer-Pass, węg. Zári-szoros, Prislop-hágó). Zdziarska Przełęcz dzieli Rów Podtatrzański na 2 odcinki: Rów Podspadzki po zachodniej stronie jej podnóży i Rów Zdziarski po wschodniej stronie jej podnóży.
Zdziarska Przełęcz to szerokie siodło przez które przebiega Droga Wolności na odcinku pomiędzy Podspadami a Zdziarem. Niektórzy za granicę między Tatrami a Magurą Spiską uważają nie Zdziarską Przełęcz, lecz położone nieco na południe od niej Podspadzkie Siodło.
Z przełęczy ciekawy widok na Tatry Bielskie.